# 킬메스 AC
킬메스 AC(Quilmes AC, 스페인어 발음: [ˈkilmes aˈtletiko ˈkluβ])는 아르헨티나 그란 부에노스아이레스의 한 지역인 킬메스를 연고로 하는 프로 축구팀이다. 이 팀은 1887년에 창단되었으며, 현재 아르헨티나 프리메라 디비시온에 참가하고 있다.

## 선수 명단

### 현역
참고: FIFA 자격 규정에 따라 소속된 국가대표팀 국기를 표시합니다. 선수는 복수의 FIFA 비회원국 국적을 가지고 있을 수 있습니다.
| 번호 | 포지션 | 국적     | 이름            |
| ---- | ------ | -------- | --------------- |
| 1    | GK     | 시리아   | 에스테반 글레옐 |
| 7    | FW     | 콜롬비아 | 카밀로 마차도   |

| 번호 | 포지션 | 국적 | 이름 |
| ---- | ------ | ---- | ---- |

## 역대 감독
| 감독                     | 임기        |
| ------------------------ | ----------- |
| 마누엘 플레이타스 솔리치 | 1934 ~ 1935 |
| 마누엘 플레이타스 솔리치 | 1947        |
| 리카르도 가레카          | 2002        |
| 넬손 비바스              | 2013        |